# مارماهی بزرگ خاکستری
مارماهی بزرگ خاکستری (نام علمی: Conger esculentus) نام یک گونه از سرده مارماهی‌های بزرگ است.